# 李连杰
李连杰（英語： Jet Li, 1963年4月26日—），字陽中，生於北京，新加坡男演员，功夫明星，2008年凭借《投名状》获得第27届香港电影金像奖最佳男主角奖。

## 演艺生涯
李连杰生于北京，1971年进入北京市什刹海体育运动学校成为武术运动员，曾获1975年第三届中国全运会武术类（指定枪术与拳术项目）第二名，之后连续获得五次中国全国武术大会冠军（长拳、刀术、枪术、自选拳术、对练等项目）。
1982年，主演张鑫炎执导的电影《少林寺》，让他名声大噪，掀起了一股少林武术风潮。挟着《少林寺》的余威，1983年及1984年主演《少林小子》和《南北少林》都颇为成功。
1990年，李连杰在美国认识香港武侠导演徐克，合作《黄飞鸿》、《黄飞鸿之二：男儿当自强》、《笑傲江湖II东方不败》等武侠電影。1992年，凭借电影《黄飞鸿之二：男儿当自强》获得第29届金马奖最佳男主角提名。因为与嘉禾电影不欢而散，成立了自己的正东制作有限公司（Eastern Production Ltd.）。
1993年，由元奎导演、李连杰主演的《方世玉》系列取得成功，之后合作的《中南海保镖》、《给爸爸的信》等也取得了不俗的成绩。
1994年，由陈嘉上编剧并导演的《精武英雄》獲得成功。翌年榮獲第32屆金馬獎大陸人士特別獎。
1996年，与徐克时隔多年再度合作《黑侠》，在美国上映。1997年在香港完成《殺手之王》的拍攝，李连杰赴美国好莱坞发展，出演电影《轰天炮4》中的反派角色。2000年，他首次领衔主演好莱坞电影《罗密欧必死》。随后几年又出演《猛龙战警》、《同盗一击》、《猛虎出笼》等好莱坞电影。
2002年，他主演由张艺谋执导的《英雄》，是首部票房过2亿的中国电影，占中国大陆全年票房总数的四分之一。该片获得美国奥斯卡最佳外语片提名，以及香港电影金像奖14项提名、7项获奖。
2004年聖誕節假期，李連杰一家與向華強一家在馬爾地夫四季酒店度假，遭遇南洋海嘯，劫後餘生令他翌年開始籌備壹基金，至2011年正式掛牌成立。2006年拍完电影《霍元甲》后，李连杰表示霍元甲是他最后一部宣扬武术思想的电影。
2008年，李连杰凭电影《投名状》获得第27届香港电影金像奖最佳男主角奖，成为首位获得金像影帝的内地男演员。
2009年，出演史泰龙执导动作电影《敢死队》。2011年，在保加利亚拍摄《敢死队2》时，爆炸戏发生严重意外，造成1死5伤。担任李连杰特技演員的26岁中国大陸籍刘坤意外身亡，刘坤家属不满剧组没有做好安全措施，告上法院。时至2017年，法院最终判制作公司须赔偿约19.5万港元给家属。李連杰得知後捐出580萬港幣（約500萬人民幣）撫慰家屬。
2013年，被确诊为甲状腺亢进，需要长期服用激素类药物，导致心脏出现问题并且无法剧烈运动。

## 个人生活

### 家庭
1987年6月，李连杰与其师姊黄秋燕（1961年8月30日-）结婚。1988年，長女李思出生。1989年，次女李苔蜜出生。李连杰1988年拍摄《龙在天涯》时相识并相恋利智（1961年12月31日-）。1991年，李连杰与黄秋燕协议离婚。李连杰把美国的房子和財產都给予了前妻黄秋燕。
1999年9月19日，李连杰与利智在洛杉矶结婚。2000年4月19日，三女Jane（李真好）出生。2003年，幼女Jetta出生。
2019年，李連杰陪同Jane出席年度盛事巴黎名媛舞會（Bal Des Debutantes）。

### 国籍
李连杰于1997年放弃中国国籍，加入美国国籍。在2009年放棄美國國籍，加入新加坡国籍。

## 爭議事件
- 2005年12月，李连杰錄製《艺术人生》節目，提到一位“神秘高人”，並稱之為“干妈”和“赵阿姨”。而有媒体披露，这个李连杰口中的“干妈”是神婆赵群学，曾因骗人钱财被劳教。《艺术人生》为了消除宣揚偽科學之影響，决定停播李连杰访谈下集。原本应该12月23日播出的《艺术人生》下集已被改成高仓健专访。
- 李连杰分別在2009年和2014年前後2次傳出貪污事件，原本李连杰稱委托律师走法律途径进行回应，但是前招商银行行长马蔚华向媒體曝光壹基金的善款早已從招商銀行轉移至餘額寳並獲得利息2000萬以上，之後李回應否認貪污事件[9][10]。
- 由李连杰主演、吕克·贝松监制、袁和平担任武指的好莱坞电影《鬥犬》，因李连杰被套狗项圈引起某部分人士反彈。李连杰說明在片中扮演的角色在开头的确有如一条狗，因為根本不了解什么是友情、生命、家庭和爱，只知道怎么去伤人。李连杰表示这部影片是他和吕克·贝松集思广益共同创造出来的，「从来没有被侮辱的感觉。同样，也不会做任何有辱华人的事情。」[11]

## 演出作品

### 电影
| 年份   | 片名                                                            | 角色            | 导演               | 香港票房（港元） | 備註                                                                                        |
| 1982年 | 少林寺                                                          | 覺遠            | 張鑫炎             | 16,157,801       | - 首部電影作品                                                                              |
| 1984   | 少林小子                                                        | 三龍            | 張鑫炎             | 22,287,595       |                                                                                             |
| 1986   | 南北少林                                                        | 林智明          | 劉家良             | 18,106,589       |                                                                                             |
| 1988   | 中華英雄                                                        | 小              | 李連杰             | 11,456,731       | - 首部導演作品                                                                              |
| 1988   | 龍在天涯                                                        | 李國立          | 鄧衍成             | 6,815,936        |                                                                                             |
| 1989   | 東方巨龍                                                        | 自己            | 石秉真             |                  | - 紀錄片                                                                                    |
| 1991   | 黃飛鴻                                                          | 黃飛鴻          | 徐克               | 29,672,278       |                                                                                             |
| 1992   | 笑傲江湖II東方不敗                                              | 令狐冲          | 程小東             | 34,462,861       |                                                                                             |
| 1992   | 黃飛鴻'92之龍行天下                                             | 阿              | 徐克               | 8,096,542        |                                                                                             |
| 1992   | 黃飛鴻之二：男兒當自強                                          | 黃飛鴻          | 徐克               | 30,399,676       | - 提名-第29屆金馬獎最佳男主角                                                               |
| 1993   | 黃飛鴻之三：獅王爭霸                                            | 黃飛鴻          | 徐克               | 27,540,561       |                                                                                             |
| 1993   | 黃飛鴻之鐵雞鬥蜈蚣                                              | 黃飛鴻          | 王晶               | 18,178,129       |                                                                                             |
| 1993   | 方世玉（功夫皇帝方世玉）                                        | 方世玉          | 元奎               | 30,666,842       |                                                                                             |
| 1993   | 方世玉續集（功夫皇帝II萬夫莫敵）                                | 方世玉          | 元奎               | 23,013,797       |                                                                                             |
| 1993   | 太極張三豐                                                      | 张三丰          | 袁和平             | 12,564,442       |                                                                                             |
| 1993   | 倚天屠龍記之魔教教主                                            | 張無忌          | 王晶               | 10,437,757       |                                                                                             |
| 1994   | 洪熙官之少林五祖（洪熙官／新少林五祖）                          | 洪熙官          | 王晶               | 19,388,051       |                                                                                             |
| 1994   | 中南海保鑣                                                      | 許正陽          | 元奎               | 11,193,177       |                                                                                             |
| 1994   | 精武英雄                                                        | 陳真            | 陳嘉上             | 14,785,382       | - 與飾演女主角的日本女星中山忍傳出「中山忍單戀李連杰」的緋聞。                              |
| 1995   | 给爸爸的信（父子武狀元／赤子威龍）                              | 巩伟            | 元奎               | 15,530,642       |                                                                                             |
| 1995   | 鼠膽龍威                                                        | 李杰/大膽       | 王晶               | 11,403,790       |                                                                                             |
| 1996   | 冒險王                                                          | 周時杰          | 程小東             | 13,847,368       |                                                                                             |
| 1996   | 黑俠                                                            | 徐夕            | 李仁港             | 13,286,788       |                                                                                             |
| 1997   | 黃飛鴻之西域雄獅                                                | 黃飛鴻          | 洪金寶             | 30,268,415       |                                                                                             |
| 1998   | 殺手之王                                                        | 小富            | 董瑋               | 10,296,852       |                                                                                             |
| 1998   | 轟天炮4 (致命武器4)（Lethal Weapon 4）                          | 古華新          | 李察·唐纳          | 16,431,389       |                                                                                             |
| 2000   | 致命羅密歐（Romeo Must Die）                                    | 孫漢            | Andrzej Bartkowiak | 6,030,307        |                                                                                             |
| 2001   | 猛龍戰警（Kiss of the Dragon）                                  | 歐陽蘇永        | Chris Nahon        | 6,425,715        |                                                                                             |
| 2001   | 宇宙追緝令 (救世主)（The One）                                  | 蓋勃瑞/劉宇     | 黄毅瑜             | 4,118,519        |                                                                                             |
| 2002   | 英雄                                                            | 無名            | 張藝謀             | 26,648,345       |                                                                                             |
| 2003   | 致命搖籃 (龍潭虎穴)（Cradle 2 the Grave）                       | 蘇黨恆          | Andrzej Bartkowiak | 1,842,838        |                                                                                             |
| 2005   | 不死狗 (鬪犬)（Unleashed）                                      | 丹尼            | 路易斯·赖特丽尔    | 3,450,378        |                                                                                             |
| 2006   | 霍元甲                                                          | 霍元甲          | 于仁泰             | 30,201,600       | - 香港電影評論學會大獎最佳男演员 - 提名-第26届香港電影金像獎最佳男主角                      |
| 2007   | 投名狀                                                          | 龐青雲          | 陳可辛             | 27,933,408       | - 重拍邵氏經典電影《刺馬》 - 第27届香港電影金像獎最佳男主角奖 - 提名-第45届金马奖最佳男主角 |
| 2007   | 玩命對戰（War）                                                 | 湯姆隆恩/羅格   | Philip Atwell      | 2,712,485        |                                                                                             |
| 2008   | 功夫之王（The Forbidden Kingdom）                               | 默僧/孫悟空     | 罗伯·明可夫        | 11,782,832       |                                                                                             |
| 2008   | 盜墓迷城3 (神鬼傳奇3)（The Mummy : Tomb of the Dragon Emperor） | 龍皇帝          | 罗布·科恩          | 39,014,995       |                                                                                             |
| 2009   | 建國大業                                                        | 陳紹寬          | 韩三平、黄建新     |                  | - 客串 - 影片是中華人民共和國成立60周年的獻禮作品，由陸、港多名演員演出                     |
| 2010   | 海洋天堂                                                        | 王心誠          | 薛曉路             | 2,560,000        |                                                                                             |
| 2010   | 浴血任務（The Expendables）                                     | 陰陽            | 席維斯·史特龍      | 10,180,000       |                                                                                             |
| 2011   | 白蛇傳說之法海                                                  | 法海            | 程小東             | 3,193,647        |                                                                                             |
| 2011   | 龍門飛甲                                                        | 趙懷安          | 徐克               | 4,120,000        | - 首部3D华语武侠片                                                                          |
| 2012   | （The Expendables 2）                                           | 陰陽            | 西蒙·威斯特        |                  |                                                                                             |
| 2013   | 不二神探                                                        | 黃飞紅          | 王子鳴             |                  |                                                                                             |
| 2014   | （The Expendables 3）                                           | 陰陽            | 派屈克·休斯        |                  |                                                                                             |
| 2016   | 封神傳奇                                                        | 姜子牙          | 許安               |                  |                                                                                             |
| 2017   | 功守道                                                          | 老僕李          |                    |                  |                                                                                             |
| 2020   | 花木蘭                                                          | 北魏皇帝 拓跋焘 | 妮基·卡歐          |                  | [ 13 ]                                                                                      |

### 纪录片
- 1988年 《少林海燈大師》《东方巨龙》

### 综艺节目
| 播出时间   | 节目名称   | 简介                         |
| ---------- | ---------- | ---------------------------- |
| 2013-06-03 | 我的中国梦 |                              |
| 2014-04-20 | 出彩中国人 | 《出彩中国人》总决赛         |
| 2017-04-28 | 铁甲雄心   | 中国首档机器人格斗竞技真人秀 |

### 游戏
| 发行日     | 游戏名称 | 备注                                                                                |
| ---------- | -------- | ----------------------------------------------------------------------------------- |
| 2004-02-17 | 荣耀之战 | 由索尼互动娱乐福斯特城工作室开发，李连杰担任游戏主角的PlayStation 2独占清版动作游戏 |

## 社会活动

### 公益组织
李連杰1998年皈依佛门。2004年李連杰和家人在馬爾地夫渡假時遇上南亞海嘯，此經歷讓他體悟人生的無常，因此決定投身慈善。
2007年4月19日，李连杰创建了公益组织壹基金，是中国境内第一家民间公募基金会，以“尽我所能，人人公益”为愿景，致力于搭建专业透明的壹基金公益平台，专注于灾害救助、儿童关怀、公益人才培养三大公益领域。
2008年5月，带领义工赴汶川参加抗震救灾活动，并捐赠了奶粉、纯净水、药物等物资；10月，成立上海李连杰壹基金公益基金会；11月1日，参加由李连杰壹基金发起的“壹基金典范工程”。
2009年，参加为纪念汶川地震一周年而举办的“四川依然美丽”公益活动；5月10日，在汶川发起了“一家人，一起走”公益活动；5月12日，参加“重生的力量”慈善晚会；8月，赴台湾台南灾区参加救灾工作；之后参加“88水灾”赈灾晚会；8月20日，参加“跨越海峡的爱心”赈灾晚会。
2010年12月3日，深圳壹基金公益基金会在深圳市民政局的大力支持下正式注册成立，拥有独立从事公募活动的法律资格。深圳壹基金公益基金会注册原始基金为5000万元。
2010年4月，李连杰带队到云南、广西慰问灾民，并带去饮用水以及树苗；4月16日，赴青海玉树地震灾区参加救援工作，并带去救灾物资和救援队伍；4月19日，参加青海卫视举办的赈灾晚会；8月，赴甘肃舟曲参加救援工作，并组织壹基金救援队向舟曲运送物资；9月，参加由教育部和中央电视台联合举办的公益节目《开学第一课》；12月3日，成立深圳壹基金公益基金会。
2011年1月11日深圳壹基金公益基金会举行揭牌仪式，宣布深圳壹基金正式成立，此举标志着壹基金成为具备独立的法人资格、公募资格的基金会。据悉，这是中国国家民政部门积极推进社会慈善管理体制改革创新，大力支持社会公益慈善事业发展的重要举措。
2011年1月，在越南参加捐血活动；10月，参加“壹基金”明星慈善赛。2012年5月12日，参加在广州从化水尾洞村举办“贫困社区重建”活动；10月18日，参加首届“2012壹基金公益映像节”颁奖典礼；12月16日，参加为爱奔跑・壹基金2012深圳山地马拉松赛。
2013年5月，位列“中国慈善名人榜”第二名；7月18日，在北京参加慈善义卖活动；8月，参加爱的每壹步·2013年合肥慈善迷你马拉松活动；11月2日，参加第二届壹基金公益映像节颁奖典礼。
2014年4月，发起“今天不说话，倾听自闭儿童的世界”行动；12月14日，在《中国慈善家》“中国慈善名人榜”中排名第二位；12月16日，参加举行“壹·起·爱慈善夜”拍卖会。2015年7月，参加香港保良局137周年上海之夜慈善活动。2016年3月，参加“太极进校园”公益活动；7月9日，参加首届全球XIN公益大会。2018年5月12日，汶川地震十周年纪念日，参加成都-壹基金青少年与未来防灾体验馆暨联合国开发计划署与中国风险治理创新项目成都基地启动会议。

### 推广武术

#### 武术活动
1983年9月18日，李连杰担任中华人民共和国第五届全运会主席团之一。
2007年11月11日，李连杰作为形象大使出席第九届世界武术锦标赛开幕式并致辞。
2011年8月18日，李连杰在联合国总部联大会议厅参加中国武术协会和中国常驻联合国代表团举行的中国武术专场演出会议，为中国武术申请入奥进行宣传。
2015年11月13日，李连杰在印尼雅加达出席第13届世界武术锦标赛，李连杰在开幕式上致辞，激励世界武术运动员要坚持梦想，并表达他对武术成为奥运项目充满希望。
2017年9月9日，武术形象大使李连杰在纽约联合国总部参加由中国常驻联合国代表团、国家体育总局和国际武术联合会共同举办的以“和谐、健康、共享”为主题的中国武术专场表演活动并发表演讲。
2017年9月12日，李连杰参加国家体育总局和国际武术联合会在美国展开的一系列武术表演活动，活动在联合国总部、纽约时代广场、纽约市政厅、宾夕法尼亚大学进行。重在为武术入奥造势。
2019年10月19日，李连杰以国际武联形象大使身份出席第十五届武术世锦赛开幕式并致辞。

#### 太极禅
2011年4月，李连杰和马云成立了太极禅国际文化推广公司推广太极禅，由马云负责公司大的发展方向，李连杰则是公司全职的CEO，全权负责公司的管理运营。旨在“推广太极文化，传播健康快乐的生活理念，让现代人能够真正认识到我们老祖先留下的智慧及对我们现代生活的意义”。

#### 功守道
李连杰从小憧憬武术进入奥运会，这个使命一直到后来他进入演艺圈，都不曾放下。对于他来说电影是推广中国武术的一种方法，一部电影能在全世界各地看到，让世界各国的人都感受到武术的魅力，所以他电影中的动作都是汇集中国武术很多拳法招式，以另一种新潮流的方式展现给世界人看，不管是在国内拍电影还是在好莱坞拍电影，宣传武术一直是他内心的一种使命。
于是他组建了研究组，专门研究如何将体育项目奥运化。为此，他一直在研究如何让中国武术简单化。他从一次在美国吃中国快餐经历中深受启发。中国的太极拳蕴含的事物过于博大，且在公众认知属于老年人养生的运动。如果想要让全世界接受太极拳，必须将其细分成一种看起来简单，易于上手，调性时尚，又有自己专有文化和对抗特色的产品。目前，李连杰已经组织昆仑决团队设计了“功守道”的比赛规则，并增加对抗性和观赏性，功守道训练营也应运而生。

### 担任大使
| 时间   | 名称                       |
| ------ | -------------------------- |
| 2007年 | 国际武术联合会形象大使     |
| 2007年 | 中国武术协会”形象大使      |
| 2009年 | 世界卫生组织亲善大使       |
| 2010年 | 中国武术协会武搏会形象大使 |
| 2010年 | 国际红十字会亲善大使       |

## 獎項和荣誉

### 武術
| 年份   | 獎項                                                                                  |
| ------ | ------------------------------------------------------------------------------------- |
| 1974年 | 全國武術大會優勝（少年組冠軍）[西安]（自選刀術、指定拳術）                            |
| 1975年 | 武術表演賽（成年組冠軍）[昆明]（拳術、刀術、指定拳術、指定槍術、對練，五項全能）      |
| 1975年 | 中國第三屆全國運動會（武術類）[北京]（拳術、刀術、對練冠軍／指定拳術、指定槍術第2名） |
| 1976年 | 到國際做親善表演沒有參加比賽                                                          |
| 1977年 | 全國武術比賽[內蒙古]（長拳、刀術冠軍）                                                |
| 1978年 | 全國武術比賽（男子冠軍）[湘潭]（拳術、刀術、槍術、自選拳術、對練，五項全能）          |
| 1978年 | 全國武術比賽（個人總冠軍）[長沙]（拳術、指定拳術、刀術冠軍／傳統武器第2名）           |
| 1979年 | 第四屆全運會（男子全能）[石家莊]（拳術、指定拳術、刀術、對練冠軍）                    |
| 2010年 | 中国沧州国际武术节中华武术全球推广特殊贡献奖                                          |
| 2013年 | 《中华武术》三十年颁奖盛典中华武术30年最具武术影响力人物                              |

### 電影

#### 金馬獎
| 年份   | 頒 獎 典 禮      | 作品                       | 獎項           | 角色   | 結果 |
| ------ | ---------------- | -------------------------- | -------------- | ------ | ---- |
| 1992年 | 《第29屆金馬獎》 | 《黃飛鴻之二：男兒當自強》 | 最佳男主角     | 黃飛鴻 | 提名 |
| 1995年 | 《第32屆金馬獎》 |                            | 大陸人士特別獎 |        | 獲獎 |
| 2008年 | 《第45屆金馬獎》 | 《投名狀》                 | 最佳男主角     | 龐青雲 | 提名 |

#### 香港電影評論學會大獎
| 年份   | 頒 獎 典 禮                    | 作品       | 獎項       | 角色   | 結果 |
| ------ | ------------------------------ | ---------- | ---------- | ------ | ---- |
| 2007年 | 第13屆《香港電影評論學會大獎》 | 《霍元甲》 | 最佳男演員 | 霍元甲 | 獲獎 |

#### 香港金像獎
| 年份   | 頒 獎 典 禮              | 作品       | 獎項       | 角色   | 結果 |
| ------ | ------------------------ | ---------- | ---------- | ------ | ---- |
| 2007年 | 《第26屆香港電影金像獎》 | 《霍元甲》 | 最佳男主角 | 霍元甲 | 提名 |
| 2008年 | 《第27屆香港電影金像獎》 | 《投名狀》 | 最佳男主角 | 龐青雲 | 獲獎 |

#### 亞洲電影大獎
| 年份   | 頒 獎 典 禮           | 作品       | 獎項       | 角色   | 結果 |
| ------ | --------------------- | ---------- | ---------- | ------ | ---- |
| 2008年 | 第2屆《亞洲電影大獎》 | 《霍元甲》 | 最佳男主角 | 霍元甲 | 提名 |

#### 其他电影奖项
| 年份 | 颁奖典礼                     | 作品           | 奖项                     | 角色   | 结果 |
| ---- | ---------------------------- | -------------- | ------------------------ | ------ | ---- |
| 2000 | 第一届亚美影视奖             | 《致命罗密欧》 | 最佳男主角               | 航     | 提名 |
| 2001 | 第二届亚美影视奖             | 《英雄》       | 最佳男主角               | 無名   | 提名 |
| 2006 | 第33届美国人民选择奖         | 《霍元甲》     | 最佳动作男明星           | 霍元甲 | 提名 |
| 2006 | 第28届大众电影百花奖         | 《霍元甲》     | 最佳男主角               | 霍元甲 | 提名 |
| 2008 | 第17届上海影评人奖           | 《投名状》     | 最佳男演员奖             | 龐青雲 | 獲獎 |
| 2008 | 第9届中国长春电影节          | 《投名状》     | 最佳男主角               | 龐青雲 | 提名 |
| 2008 | 第29届众电影百花奖           | 《投名状》     | 最佳男主角               | 龐青雲 | 提名 |
| 2010 | 第13届上海国际电影节         | 《海洋天堂》   | 最佳男主角               | 王心誠 | 提名 |
| 2011 | 第3届悉尼中国电影节          | 《海洋天堂》   | 最佳男主角               | 王心誠 | 獲獎 |
| 2011 | 第18届北京大学生电影节       | 《海洋天堂》   | 最佳男主角               | 王心誠 | 提名 |
| 2013 | 第6届中国农民电影节          | 《白蛇传说》   | 农民最喜欢的男演员       | 法海   | 獲獎 |
| 2019 | 1978卓越大獎新时代国际电影节 | 《少林寺》     | 新中国成立70周年十佳电影 | 覺遠   | 提名 |

### 荣誉
| 年份      | 奖项                                                           | 结果 | 备注   |
| --------- | -------------------------------------------------------------- | ---- | ------ |
| 1979      | 被北京体委授予特等功                                           | 獲獎 | [ 77 ] |
| 1995      | 第32届台湾电影金马奖大陆人士特别奖                             | 獲獎 |        |
| 1995      | 中国当代“十大武星”之一                                         | 獲獎 |        |
| 1998      | 被People杂志评为“全世界最性感男人”之一                         | 獲獎 |        |
| 1999      | 郑州市旅游发展突出贡献奖                                       | 獲獎 |        |
| 2001      | 美国《亚裔杂志》美国最享盛名亚裔人士之一                       | 獲獎 | [ 78 ] |
| 2001      | 入选好莱坞“娱乐圈二十五最性感男士”                             | 獲獎 | [ 79 ] |
| 2001      | 被美国《娱乐周刊》列举为“101名当今世界娱乐界最有权利的人士”    | 獲獎 |        |
| 2002      | 第36届美国远见奖                                               | 獲獎 |        |
| 2002      | 在《中华武术》杂志票选中当选“世纪武星”                         | 獲獎 |        |
| 2003      | 美国流行杂志《男性期刊》3月号中评选李连杰为“全美最强25硬汉”    | 獲獎 |        |
| 2004      | 李连杰在美国荣膺“杰出华人”                                     | 獲獎 |        |
| 2005      | “体育影人”百年颁奖终身成就奖                                   | 獲獎 |        |
| 2005      | 百年颁奖之“终身成就奖”                                         | 獲獎 |        |
| 2005      | 第26届亚美文化节人道贡献奖                                     | 獲獎 |        |
| 2007      | 出席第九届国际武术锦标赛，并被获邀“武术形象大使”               | 獲獎 |        |
| 2009      | 达沃斯论坛颁发的Crystal奖                                      | 獲獎 |        |
| 2009      | 影视盛典颁奖典礼杰出公益贡献奖                                 | 獲獎 |        |
| 2009      | 因其在汶川大地震上的贡献获选为美国《读者文摘》2009年“亚洲英雄” | 獲獎 |        |
| 2009-2003 | 2008年影响世界华人盛典影响世界华人大奖                         | 獲獎 |        |
| 2011      | 联合国教科文组织Pyramide Con Marni奖                           | 獲獎 |        |
| 2019      | 改革开放40年全国十佳男演员                                     | 提名 | [ 80 ] |
| 2019      | 新中国成立70周年十佳男演员                                     | 提名 | [ 81 ] |

## 廣告代言
- 电子产品:

步步高DVD、中兴手机、瑞士手表Hublot(首位亚洲品牌大使)
- 服饰:

柒牌男装、尊贵鞋业、阿迪达斯(武极)
- 饮料:

脉动饮料、生力啤酒、坪山名茶、2009牛奶公益广告
- 手機遊戲:

《奇蹟MU:跨時代》
- 其他:

巴山摩托、奥克斯空调、索芙特洗发水、正官庄高麗篸

## 出版作品
- 《李連杰專輯》／作者: 羅鳳鳴/ 出版社: 添翼文化／出版日期：1993年1月／ISBN 9577130275。
- 《超越生死：李連杰尋找李連杰》／作者： 李連杰／出版社：聯合文學／出版日期：2023年10月19日／ISBN 9789863235729。